# Zoltán Harcsa
Zoltán Adam Harcsa (* 20. November 1992 in Budapest) ist ein ehemaliger ungarischer Boxer im Mittelgewicht. Er war unter anderem Teilnehmer der Olympischen Sommerspiele 2012 in London und 2016 in Rio de Janeiro.

## Boxkarriere
Zoltán Harcsa wurde 2008 Ungarischer Juniorenmeister, 2009 Ungarischer Jugendmeister, sowie 2010, 2011, 2012, 2015, 2017, 2018 und 2019 Ungarischer Meister bei den Erwachsenen. 2013 unterlag er erst im Finale gegen Balázs Bácskai und wurde Vizemeister. Seine größten Erfolge im Nachwuchs waren der Gewinn der Silbermedaille bei der Junioren-Europameisterschaft 2008 in Plowdiw und der Jugend-Europameisterschaft 2009 in Stettin, sowie der Gewinn einer Bronzemedaille bei der Jugend-Weltmeisterschaft 2010 in Baku und den Olympischen Jugend-Sommerspielen 2010 in Singapur.
Bei der Europameisterschaft 2011 in Ankara und der Weltmeisterschaft 2011 in Baku schied er jeweils im Achtelfinale aus, jedoch reichte seine Platzierung bei der WM für einen direkten Quotenplatz zur Teilnahme an den Olympischen Spielen 2012 in London. Dort siegte er gegen José Espinoza und Mujandjae Kasuto, ehe er im Viertelfinale gegen den späteren Silbermedaillengewinner Esquiva Falcão auf einem fünften Platz ausschied.
Bei der Europameisterschaft 2013 in Minsk gewann er nach einer Niederlage im Halbfinale gegen Bogdan Juratoni eine Bronzemedaille und erreichte bei der Weltmeisterschaft 2013 in Almaty das Viertelfinale, wo er beim Kampf um den Einzug in die Medaillenränge gegen Jason Quigley ausschied. Eine weitere Bronzemedaille gewann er bei den Europaspielen 2015 in Baku nach einer knappen 1:2-Niederlage im Halbfinale gegen Xaybula Musalov. Bei der Weltmeisterschaft 2015 in Doha verlor er noch in der Vorrunde gegen Vikas Krishan.
2016 qualifizierte er sich bei der europäischen Olympiaausscheidung in Samsun mit Siegen gegen Ritti Dayson, Arman Howhikjan, Dmytro Mytrofanow und Xhek Paskali für die Olympischen Spiele 2016 in Rio de Janeiro, wo er mit einem Sieg gegen Azizbek Achilov und einer Niederlage gegen Arlen López einen neunten Platz erreichte.
Bei der Europameisterschaft 2017 in Charkiw gewann er seine zweite EM-Bronzemedaille nach einer Halbfinalniederlage gegen Kamran Şahsuvarlı und unterlag bei der Weltmeisterschaft 2017 in Hamburg noch in der Vorrunde gegen Salvatore Cavallaro.
Seine letzte Teilnahme bei einem Großereignis erfolgte bei den Europaspielen 2019 in Minsk, wo er im Achtelfinale mit 2:3 gegen Miguel Cuadrado ausschied. Im März 2020 erklärte er im Alter von 27 Jahren seinen Rücktritt vom Boxsport.

## Sonstiges
Sein Bruder Norbert Harcsa ist ebenfalls Boxer.